# Thriller (canción de Fall Out Boy)
«Thriller» es una canción de la banda Fall Out Boy que es la primera canción de su álbum Infinity on High. El tema, que lleva el nombre del álbum Thriller de Michael Jackson de 1982, comienza con una introducción hablada del rapero Jay-Z. La canción está escrita en estilo pop punk y presenta pesados riffs de guitarra y la voz de estilo pop del cantante principal Patrick Stump. Fue escrito como un reflejo de los dos años anteriores de la banda y también fue un comentario sobre la popularidad de la banda. Los críticos la han descrito como una de las canciones más pesadas de Fall Out Boy.

## Antecedentes y composición
Fall Out Boy comenzó a grabar su segundo álbum Infinity on High después de terminar una gira para su álbum From Under the Cork Tree. Lanzaron Infinity on High en febrero de 2007, del cual «The Carpal Tunnel of Love» y «This Ain't a Scene, It's an Arms Race» habían sido lanzados anteriormente y habían alcanzado el Billboard Hot 100. El álbum comenzó con «Thriller», que lleva el nombre del álbum Thriller de Michael Jackson de 1982, y que a su vez comenzó con una introducción hablada de Jay-Z, propietario del sello discográfico que produjo el álbum, Def Jam Recordings. En una entrevista con Fall Out Boy, el baterista Andy Hurley declaró que las primeras partes de «Thriller» fueron copiadas de «Islands to Burn» de Racetraitor, una banda para la que una vez tocó la batería.
La canción fue creada como un reflejo de los dos años anteriores de la banda. Algunas letras reflejan críticas mediocres de álbumes anteriores que recibió la banda. La letra también menciona el aumento de la popularidad de la banda, But by fall we were a cover story («Pero en otoño éramos una historia de portada»). En contexto, las primeras líneas de la canción son: Last summer we took threes across the board, but by fall we were a cover story now in stores. Make us poster boys for your scene, but we are not making an acceptance speech («El verano pasado tomamos tres en todos los ámbitos, pero en otoño éramos una historia de portada en las tiendas. Haznos estandartes de tu escena, pero no vamos a dar un discurso de aceptación»). Una línea en el verso dos de la canción es the only thing I haven't done yet is die/and it's me and my plus-one at the afterlife («lo único que no he hecho todavía es morir/y somos yo y mi acompañante en el más allá»).  La canción también incluye la letra Fix me in 45, que se refiere a la forma en que se lanzaron los sencillo s en discos de vinilo.

## Recepción crítica y actuaciones
Algunos críticos se quejaron de que el álbum no tenía un toque hardcore, pero que «Thriller» fue una excepción. Slant Magazine dijo que la canción presenta «una imitación crujiente y emotiva del riff de «One» de Metallica, mientras que Jack Phinney de Northern Valley Suburbanite revisó el álbum y calificó la canción de «espectacular». Alternative Press opinó en febrero de 2023 que la canción estaba dominada por la voz altísima de Patrick Stump y su arreglo pop, y la describió como la décima canción más pesada del trabajo de Fall Out Boy. En agosto de 2023, Tamzin Kraftman escribió que el «pulso resoplante» de la canción, interpretado por el guitarrista de Fall Out Boy Joe Trohman, «electrifica la pista». En febrero de 2013, la banda dirigió un concierto en Webster Hall con el tema; Andy Greene de Rolling Stone opinó que, al lanzarse a la canción, los «chillidos del público eran ensordecedores».

## Personal
- Patrick Stump - voz [15]
- Joe Trohman - guitarra [15]
- Pete Wentz - bajo [15]
- Andy Hurley - batería [15]